# 이귀남
이귀남(李貴男, 1951년 4월 8일 ~ )은 대한민국의 제61대 법무부 장관을 지냈다.

## 학력
- 인창고등학교 졸업
- 고려대학교 행정학 학사

## 경력
- 1980년: 제22회 사법시험 합격
- 1982년 ~ 1985년: 서울지방검찰청 동부지청 검사
- 1986년 ~ 1988년: 광주지방검찰청 검사
- 1991년 ~ 1993년: 대검찰청 검찰연구관
- 1996년 ~ 1997년: 수원지방검찰청 성남지청 부장검사
- 1998년 ~ 1999년: 대검찰청 중앙수사부 제3과장
- 2004년 ~ 2005년: 대구지방검찰청 제2차장검사
- 2005년 4월 ~ 2006년 2월: 법무부 기획관리실장
- 2006년 2월 ~ 2007년 2월: 대검찰청 공안부장
- 2007년 3월 ~ 2008년 2월: 대검찰청 중앙수사부장
- 2008년 3월 ~ 2009년 1월: 대구고등검찰청 검사장
- 2009년 1월 ~ 2009년 9월: 제52대 법무부 차관
- 2009년 9월 ~ 2011년 8월: 제61대 법무부 장관
- 변호사이귀남법률사무소
- LKN 법학연구소 대표변호사
- 법무법인 태하 고문변호사
- 2012년 8월 ~ : 오리온그룹 고문[1]
- 2016년 ~ 2019년 (주)GS 사외이사
- 2018년 3월 ~ 2021년 3월 : 기아자동차 사외이사 겸 감사위원
- 기아자동차 투명경영위원회 위원장
- 사단법인 훈민정음기념사업회 고문
- 2022년 2월 ~ : 재단법인 한국법죄방지재단 이사장
- 2023년 5월 ~ : 백선엽장군기념사업회 이사

## 수상
- 1990년: 근정포장